# Skoky do vody na Evropských hrách 2023
Závody v skocích do vody na Evropských hrách za rok 2023 proběhly v Řešově, Polsko ve dnech 22. až 28. června 2023. Závody byly zároveň mistrovstvím Evropy za rok 2023.

## Česká stopa
Česko reprezentovali Josef-Hugo Šorejs (*2005) z USK Praha a Tereza Jelínková (*2008) z SK Slavia Praha. Josef-Hugo Šorejs obsadil ve skoku z 1 m prkna v kvalifikaci 29. místo z 31 skokanů a z 3 m prkna v kvalifikaci 30. místo z 31 skokanů. Tereza Jelínková obsadila ve skoku z 1 m prkna v kvalifikaci 24. místo z 25 skokanek a z 3 m prkna v kvalifikaci 19. místo z 25 skokanek. Šéftrenérkou reprezentace byla Iveta Jirková.

## Výsledky

### Individuální disciplíny
| Muži              | Zlato                      | Zlato  | Stříbro                          | Stříbro | Bronz                             | Bronz  |
| ----------------- | -------------------------- | ------ | -------------------------------- | ------- | --------------------------------- | ------ |
| Skoky z 1 m prkna | Ross Haslam (GBR)          | 422,95 | Alexis Jandard (FRA)             | 411,50  | Lorenzo Marsaglia (ITA)           | 410,55 |
| Skoky z 3 m prkna | Moritz Wesemann (GER)      | 465,40 | Jules Bouyer (FRA)               | 440,15  | Alexis Jandard (FRA)              | 430,70 |
| Skoky z 10 m věže | Timo Barthel (GER)         | 435,40 | Robert Lee (GBR)                 | 413,20  | Riccardo Giovannini (ITA)         | 411,20 |
| Ženy              | Zlato                      | Zlato  | Stříbro                          | Stříbro | Bronz                             | Bronz  |
| Skoky z 1 m prkna | Michelle Heimbergová (SUI) | 273,25 | Emilia Nilssonová-Garipová (SWE) | 273,10  | Grace Reidová (GBR)               | 266,90 |
| Skoky z 3 m prkna | Chiara Pellacaniová (ITA)  | 321,45 | Emilia Nilssonová-Garipová (SWE) | 316,60  | Michelle Heimbergová (SUI)        | 306,70 |
| Skoky z 10 m věže | Eden Chengová (GBR)        | 331,60 | Christina Wassenová (GER)        | 330,95  | Sarah Jodoinová Di Mariaová (ITA) | 320,10 |

### Týmové disciplíny
| Muži                                               | Zlato                                                                              | Zlato  | Stříbro | Stříbro | Bronz                                                                                     | Bronz  |
| -------------------------------------------------- | ---------------------------------------------------------------------------------- | ------ | --- | ------- | ----------------------------------------------------------------------------------------- | ------ |
| Synchronizované skoky dvojic z 3 m prkna           | Ukrajina (UKR) (Oleh Kolodij, Danylo Konovalov)                                    | 410,16 | Itálie (ITA) (Lorenzo Marsaglia, Giovanni Tocci)                                                           | 402,66  | Francie (FRA) (Jules Bouyer, Alexis Jandard)                                              | 394,92 |
| Synchronizované skoky dvojic z 10 m věže           | Ukrajina (UKR) (Kirill Boljuch, Oleksij Sereda)                                    | 398,70 | Itálie (ITA) (Riccardo Giovannini, Eduard Timbretti-Gugiu)                                                 | 388,83  | Spojené království (GBR) (Benjamin Cutmore, Matthew Dixon)                                | 372,69 |
| Ženy                                               | Zlato                                                                              | Zlato  | Stříbro | Stříbro | Bronz                                                                                     | Bronz  |
| Synchronizované skoky dvojic z 3 m prkna           | Spojené království (GBR) (Desharne Bentová-Ashmeilová, Amy Rollinsonová)           | 279,90 | Německo (GER) (Lena Hentschelová, Jana-Lisa Rotherová)                                                     | 276,33  | Itálie (ITA) (Elena Bertocchiová, Chiara Pellacaniová)                                    | 273,69 |
| Synchronizované skoky dvojic z 10 m věže           | Německo (GER) (Christina Wassenová, Elena Wassenová)                               | 297,72 | Ukrajina (UKR) (Ksenija Bajlová, Sofija Esmanová)                                                          | 274,68  | Španělsko (ESP) (Valeria Antolinová, Ana Carvajalová)                                     | 261,48 |
| Mix                                                | Zlato                                                                              | Zlato  | Stříbro | Stříbro | Bronz                                                                                     | Bronz  |
| Synchronizované skoky smíšených dvojic z 3 m prkna | Itálie (ITA) (Chiara Pellacaniová, Matteo Santoro)                                 | 291,39 | Spojené království (GBR) (Grace Reidová, James Heatly)                                                     | 283,89  | Švédsko (SWE) (Emilia Nilssonová-Garipová, Elias Petersen)                                | 282,60 |
| Synchronizované skoky smíšených dvojic z 10 m věže | Ukrajina (UKR) (Ksenija Bajlová, Kirill Boljuch)                                   | 322,68 | Německo (GER) (Elena Wassenová, Alexander Lube)                                                            | 306,12  | Itálie (ITA) (Sarah Jodoinová Di Mariaová, Eduard Timbretti-Gugiu)                        | 283,14 |
| Smíšený tým                                        | Ukrajina (UKR) (Ksenija Bajlová, Anna Pysmenská, Danylo Konovalov, Oleksij Sereda) | 438,30 | Itálie (ITA) (Sarah Jodoinová Di Mariaová, Chiara Pellacaniová, Lorenzo Marsaglia, Eduard Timbretti-Gugiu) | 398,25  | Španělsko (ESP) (Valeria Antolinová, Rocio Velázquezová, Alberto Arévalo, Carlos Camacho) | 381,45 |

## Medailová bilance
Ve skocích do vody se rozdělilo celkem 13 sad medailí.
| Pořadí | Stát                     |       | Muži    | Muži  | Muži  |         | Ženy  | Ženy  | Ženy    |       | Mix   | Mix     | Mix   |  | Muži + Ženy + Mix | Muži + Ženy + Mix | Muži + Ženy + Mix | Celkem |
| Pořadí | Stát                     | Zlato | Stříbro | Bronz | Zlato | Stříbro | Bronz | Zlato | Stříbro | Bronz | Zlato | Stříbro | Bronz |  |                   |                   |                   | Celkem |
| ------ | ------------------------ | ----- | ------- | ----- | ----- | ------- | ----- | ----- | ------- | ----- | ----- | ------- | ----- |  | ----------------- | ----------------- | ----------------- | ------ |
| 1.     | Ukrajina (UKR)           |       | 2       | 0     | 0     |         | 0     | 1     | 0       |       | 2     | 0       | 0     |  | 4                 | 1                 | 0                 | 5      |
| 2.     | Německo (GER)            |       | 2       | 0     | 0     |         | 1     | 2     | 0       |       | 0     | 1       | 0     |  | 3                 | 3                 | 0                 | 6      |
| 3.     | Spojené království (GBR) |       | 1       | 1     | 1     |         | 2     | 0     | 1       |       | 0     | 1       | 0     |  | 3                 | 2                 | 2                 | 7      |
| 4.     | Itálie (ITA)             |       | 0       | 2     | 2     |         | 1     | 0     | 2       |       | 1     | 1       | 1     |  | 2                 | 3                 | 5                 | 10     |
| 5.     | Švýcarsko (SUI)          |       | 0       | 0     | 0     |         | 1     | 0     | 1       |       | 0     | 0       | 0     |  | 1                 | 0                 | 1                 | 2      |
| 6.     | Francie (FRA)            |       | 0       | 2     | 2     |         | 0     | 0     | 0       |       | 0     | 0       | 0     |  | 0                 | 2                 | 2                 | 4      |
| 7.     | Švédsko (SWE)            |       | 0       | 0     | 0     |         | 0     | 2     | 0       |       | 0     | 0       | 1     |  | 0                 | 2                 | 1                 | 3      |
| 8.     | Španělsko (ESP)          |       | 0       | 0     | 0     |         | 0     | 0     | 1       |       | 0     | 0       | 1     |  | 0                 | 0                 | 2                 | 2      |
| Celkem | Celkem                   |       | 5       | 5     | 5     |         | 5     | 5     | 5       |       | 3     | 3       | 3     |  | 13                | 13                | 13                | 39     |